# Robert Eisenman

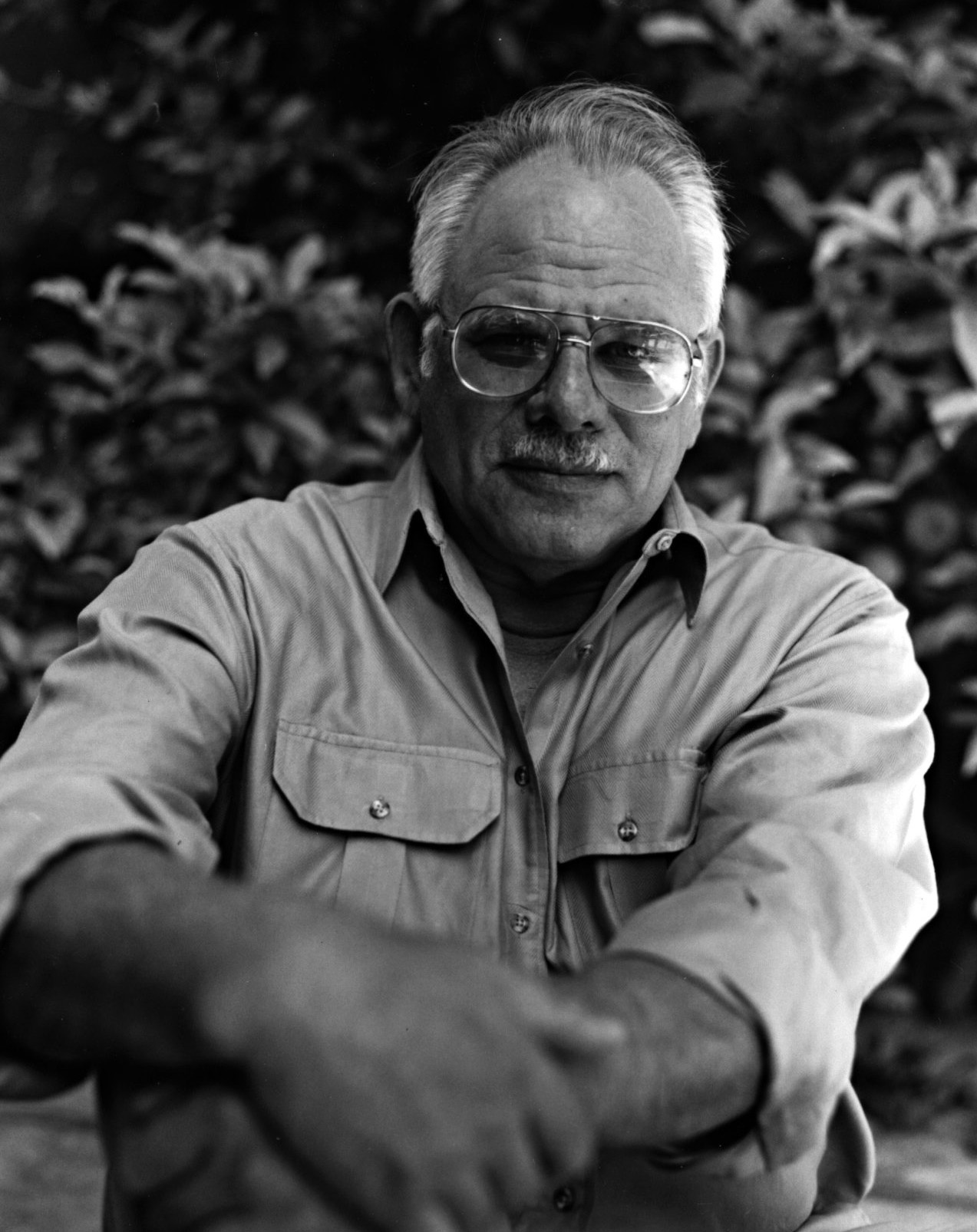

Robert H. Eisenman es un arqueólogo estadounidense y erudito bíblico. Es famoso sobre todo por su trabajo polémico sobre los Rollos del Mar Muerto y los orígenes del cristianismo.

## Actividades actuales
Eisenman es profesor de Religiones y Arqueología de Medio Oriente y Director del Instituto para el Estudio de Orígenes Judeocristianos en la Universidad Estatal de California, en Long Beach. También, es decano visitador del Linacre College de la Universidad de Oxford, y miembro de la National Endowment for the Humanities del Instituto Albright de Investigación Arqueológica en Jerusalén. También fue miembro Decano en el Centro Oxford de Estudios de Postgrado sobre Hebraísmo.

## Liberación de los Rollos del Mar Muerto
A partir de los años 80 fue una de las figuras prominentes en la campaña mundial para acceder a los Rollos del Mar Muerto, debido al hecho de que estos rollos estaban reservados desde su descubrimiento en 1947 por un equipo de eruditos católicos dirigidos originalmente por el fraile dominico Roland de Vaux.
En 1991-2, fue consultor de la Huntington Library, en San Marino, California, la cual contenía fotografías de la totalidad de los Rollos del Mar Muerto, cuando ésta tomó la decisión de abrir sus archivos y permitir el libre acceso a todos los eruditos que quisieran consultar los rollos previamente inéditos.

## Excavaciones
Desde 1990, dirige la campaña de Exploración y Excavación del Desierto de Judea con estudiantes de la Universidad de California en Qumrán, buscando posibles nuevas cuevas que pudieran contener rollos. En 1992 utilizó un radar terrestre en la marga de las cuevas 4-6. Durante la temporada 2002-3, dos de sus estudiantes descubrieron un recinto funerario en la cabecera del cementerio de Qumran.

## Teorías
Eisenman afirma que los prejuicios del grupo de eruditos que primero descubrieron y trabajaron en las Rollos del Mar Muerto, dirigido por el Padre Roland De Vaux, les hicieron descartar las pruebas que indicaban que muchos de los rollos podrían datar del siglo I, y en cambio les asignaron un pasado más distante.
Considera que los Rollos del Mar Muerto son documentos de inspiración mesiánica, pertenecientes a un partido piadoso, patriótico y ultraconservador judío, opositor al gobierno romano/herodiano en Palestina, cuyos miembros eran conocidos como "zaddikim" o "zadokitas" ("los Justos"), que  se reunían principalmente en Qumrán. Eisenman identificó al líder de este movimiento de oposición, conocido como el "Maestro Justo", con Santiago el Menor, hermano de Jesús, ejecutado por orden del sumo sacerdote Ananías ben Ananías en 62 d. C. Sostiene además que el renombre de Santiago y la ilegalidad de su muerte pudieron haber accionado la primera de las guerras judeo-romanas contra el Imperio Romano, del 66 al 73 d. C.
Eisenman, como otros eruditos, ha propuesto la tesis de que Santiago el Justo y los zaddikim, conocidos hoy como judíos nazarenos o (judeocristianos), fueron marginados por un herodiano nombrado Pablo de Tarso y los cristianos de origen gentil que le siguían. Esta versión del cristianismo, liderada por Pablo, transformó la enseñanza militante de los zaddikim a una doctrina universalista y pacífica. 
Las tesis de Eisenman han sido criticadas extensamente, por la reconstrucción que hace de los enfrentamientos entre el judeocristianismo y el cristianismo paulino, y por los supuestos elementos "proto-cristianos" que identifica en los Rollos del Mar Muerto. Es áspero en su descripción de los judíos nazarenos de Jerusalén, que él retrata como una secta nacionalista, sacerdotal y xenófoba de pietistas ultra-legalistas. Sus críticas deconstructivas tratan a la doctrina cristiana como principalmente apología paulina. Con esta posición, Eisenman pretende "recuperar" de la oscuridad lo que considera es la enseñanza auténtica de Jesús y Santiago.
Entre otras teorías, Eisenman observa que el testimonio de Josefo sobre la ejecución que ordenó Herodes de dos de sus hijos y su esposa Mariamne, última representante de la línea de los Macabeos, inspiró realmente el relato de la matanza de los inocentes del Evangelio de Mateo (2:16-18), puesto que sus dos hijos eran de sangre judía real, y Herodes creía que eran una amenaza verdadera a su energía.

## Obras
- Islamic Law in Palestine and Israel E. J. Brill, Leiden (1976).
- Maccabees, Zadokites, Christians and Qumran: A New Hypothesis of Qumran Origins E. J. Brill, Leiden (1984).
- James the Just in the Habakkuk Pesher E. J. Brill Leiden (1986).
- A Facsimile Edition of the Dead Sea Scrolls (with James Robinson), Biblical Archaeology Society (1991).
- The Dead Sea Scrolls Uncovered (with Michael Wise), Penguin USA (1992) ISBN 1-85230-368-9.
- James the Brother of Jesus: The Key to Unlocking the Secrets of early Christianity and the Dead Sea Scrolls (1997) ISBN 1-84293-026-5.
- The Dead Sea Scrolls and the First Christians (1996) ISBN 1-85230-785-4.
- The New Testament Code: The Cup of the Lord, the Damascus Covenant, and the Blood of Christ (2006) ISBN 1-84293-186-5.
- The New Jerusalem: A Millennium Poetic/Prophetic Travel Diario 1959-1962 (2007) ISBN 1-55643-637-8.